# 마르코 마르키오니
마르코 마르키오니(이탈리아어: Marco Marchionni, 1980년 7월 22일 ~ )는 이탈리아의 전 축구 선수, 축구 감독으로서, 현역 시절 포지션은 윙어이다.

## 축구인 경력

### 선수 경력
이탈리아 프로축구 4부 리그에 해당하는 세리에 D의 몬테로톤도에서 축구 경력을 시작한 마르키오니는 1998년 엠폴리 FC에 입단하며 세리에 A에 데뷔하였으나 1998-99 시즌 팀의 강등으로 세리에 B에서 활약하게 되었다.
2001년 파르마로 이적하여 세리에 A 무대로 복귀하였다. 파르마에서 보낸 첫 두 시즌 간 많은 기회를 얻지 못하자 2003년 피아첸차로 임대 이적하였다. 피아첸차에서의 반 시즌 간 16경기에 출전하여 좋은 모습을 보여 파르마로 복귀한 이후 1군 팀에서 활약하게 되었다. 이 때의 활약으로 이탈리아 국가대표팀에 첫 선발되는 등 이름을 널리 알리기 시작하였다. 이어진 2004-05 시즌에서도 좋은 활약을 이어가 32경기에 출전하여 6골을 기록하였다. 이러한 활약은 이탈리아의 명문 클럽 유벤투스의 스카우트의 눈에 들었고 2006년 6월 유벤투스로 이적하였다. 축구 스캔들에 휘말린 유벤투스가 세리에 B로 강등된 유벤투스의 승격에 힘을 보탰으나 승격 후 첫 시즌 부상으로 대부분의 경기에 출전하지 못하였다.
2009년 7월 15일 펠리피 멜루가 피오렌티나에서 유벤투스로 이적하는 조건으로 유벤투스가 피오렌티나에 마르키오니와 현금을 제공하기로 합의하여 마르키오니의 피오렌티나로 이적이 확정되었다.
2012년 9월 12일에 마르키오니는 여름초에 피오렌티나에서 파르마로 자유신분으로 계약을 하였다.

## 우승 경력
엠폴리
- 토르네오 디 비아레조: 2000

파르마
- 코파 이탈리아: 2002

유벤투스
- 세리에 B: 2006-2007